# Sterke base
Een sterke base is een base die in een waterige oplossing volledig in ionen dissocieert.
De bekendste voorbeelden hiervan zijn de volgende hydroxides:
- Natriumhydroxide (de oplossing heet natronloog)
- Calciumhydroxide (de oplossing heet kalkwater)
- Bariumhydroxide (de oplossing heet barietwater)
- Kaliumhydroxide (de oplossing heet kaliloog)

Bepaalde andere anionen kunnen zich ook gedragen als sterke basen. Dergelijke anionen reageren volledig weg met water waarbij hydroxide-ionen gevormd worden. Een voorbeeld :
O2− + H2O → 2OH−
Hierbij doneert het watermolecuul dus een proton aan het oxide-ion. Water reageert hier dus als een Brønsted-zuur.
Voorbeelden van oxidebasen zijn natriumoxide, kaliumoxide, calciumoxide (ongebluste kalk) en bariumoxide.
Andere voorbeelden van sterke basen zijn: natriumhydride (NaH), natriumamide (NaNH2) en lithiumdi-isopropylamide. Ook deze basen zijn zo sterk dat ze meteen met water reageren en dan OH−-ionen leveren plus het geconjugeerde zuur van de base. Zo geeft hydride H2, amide levert ammoniak, enzovoort. Deze basen zijn dus alleen in watervrije oplossingen te gebruiken.